# Notostomus auriculatus
Notostomus auriculatus is een garnalensoort uit de familie van de Acanthephyridae. De wetenschappelijke naam van de soort is voor het eerst geldig gepubliceerd in 1950 door Barnard.